# Lac Croche
Lac Croche är en sjö i Kanada.   Den ligger i regionen Mauricie och provinsen Québec, i den sydöstra delen av landet, 290 km nordost om huvudstaden Ottawa. Lac Croche ligger 153 meter över havet. Arean är 0,57 kvadratkilometer. Den ligger vid sjön Lac des Chicots. Den sträcker sig 2,4 kilometer i nord-sydlig riktning, och 0,5 kilometer i öst-västlig riktning.
Följande samhällen ligger vid Lac Croche:
- Sainte-Thècle (1 340 invånare)

I omgivningarna runt Lac Croche växer i huvudsak blandskog. Runt Lac Croche är det mycket glesbefolkat, med 6 invånare per kvadratkilometer.